# Rogeria gibba
Rogeria gibba é uma espécie de formiga do gênero Rogeria, pertencente à subfamília Myrmicinae.